# Youn Yuh-jung
Youn Yuh-jung (Hangul: 윤여정, Hanja: 尹汝貞 (Doãn Nhữ Trinh), Romaja quốc ngữ: Yun Yeo-jeong, sinh ngày 19 tháng 6 năm 1947) là nữ diễn viên người Hàn Quốc, bà sở hữu sự nghiệp điện ảnh kéo dài hơn 5 thập kỷ, đóng vai chính trong nhiều bộ phim truyền hình nổi tiếng của Hàn Quốc, được giới phê bình quốc tế đánh giá cao với vai diễn trong Khát vọng đổi đời (2020). Bà là nữ diễn viên Hàn Quốc đầu tiên được đề cử và chiến thắng giải Oscar cho Nữ diễn viên phụ xuất sắc nhất, giải SAG cho nữ diễn viên phụ xuất sắc nhất, giải BAFTA cho nữ diễn viên phụ xuất sắc nhất của Viện Hàn lâm Anh Quốc, giải BFCA cho nữ diễn viên phụ xuất sắc nhất, đề cử giải Quả cầu vàng cùng giải Sự lựa chọn của các nhà phê bình điện ảnh cho hạng mục Nữ diễn viên phụ xuất sắc nhất.
Youn Yuh-jung là diễn viên châu Á thứ hai được trao giải Oscar về diễn xuất kể từ năm 1957.
Vào cuối những năm 1960, bà là một ngôi sao đang lên ở Hàn Quốc và giành được một số giải thưởng cho vai diễn trong Woman of Fire (1971). Bà từ giã ánh đèn sân khấu trong vài năm trước khi trở lại diễn xuất vào cuối những năm 1980. Ngoài Woman of Fire và Khát vọng đổi đời, bà còn được biết đến qua các bộ phim khác như The Housemaid (2010), The Taste of Money (2012), The Bacchus Lady (2016) và Canola (2016). Bà cũng được biết đến với những vai diễn mẫu hệ trong các phim về gia đình như Men of the Bath House (1995), Be Strong Geum Soon (2005), Daughters-in-Law (2007), My Husband Got a Family (2012) và Dear My Friends (2016).
Bà được tạp chí Time (Mỹ) vinh danh trong danh sách 100 người có ảnh hưởng nhất thế giới năm 2021.

## Cuộc sống và sự nghiệp
Youn Yuh-jung sinh ngày 19 tháng 6 năm 1947 tại Kaesong, tỉnh Gyeonggi và lớn lên ở Seoul. Cha bà mất khi bà còn nhỏ. Bà có hai chị em gái trong đó em gái Youn Yeo-soon từng là cựu giám đốc điều hành tại tập đoàn LG.